# Aerik (ö i Marshallöarna)
Aerik är en ö i Marshallöarna.   Den ligger i kommunen Rongelap, i den nordvästra delen av Marshallöarna, 700 km nordväst om huvudstaden Majuro. Arean är 0,10 kvadratkilometer.
Terrängen på Aerik är mycket platt. Öns högsta punkt är 8 meter över havet. 